# Norio Kudo
Norio Kudo (工藤 紀夫?, Kudō Norio; Hirosaki, 2 agosto 1940) è un giocatore di go giapponese.

## Biografia
Diventato professionista nel 1955 a soli 15 anni, raggiunse il massimo grado i IX Dan nel 1976. Nel suo curriculum figurano solo due vittorie in tornei di alto profilo, ma è molto conosciuto in Giappone per la sua attività didattica, sia con i giocatori amatoriali che con i professionisti.
Tra il 2005 e il 2007 è stato anche presidente della International Go Federation.
A gennaio 2024 ha ottenuto la sua vittoria numero 1100 da professionista.

## Titoli
| Nazionali            | Nazionali | Nazionali      |
| Torneo               | Vittorie  | Finalista      |
| -------------------- | --------- | -------------- |
| Tengen               | 1 (1997)  | 2 (1998, 1999) |
| Ōza                  | 1 (1977)  | 1 (1978)       |
| Gosei                |           | 1 (1985)       |
| Shin-Ei              |           | 1 (1970)       |
| Hayago Championship  |           | 1 (1976)       |
| Totale               | 2         | 5              |
| Internazionali       |           |                |
| Tengen Cina-Giappone |           | 1 (1998)       |
| Totale               | 0         | 1              |
| Totale in carriera   |           |                |
| Totale               | 2         | 6              |